# Merodontina rufirostra
Merodontina rufirostra är en tvåvingeart som beskrevs av Shi 1991. Merodontina rufirostra ingår i släktet Merodontina och familjen rovflugor.
Artens utbredningsområde är Yunnan (Kina). Inga underarter finns listade i Catalogue of Life.